# فوزنيسينيي (لينينغراد)
فوزنيسينيي (بالروسية: Вознесенье) هي مدينة في مقاطعة لينينغراد أوبلاست في روسيا.
يبلغ عدد سكانها حوالي 2680 نسمة.